# Yun Seondo
Yun Seondo(1587-1671; Hanja:尹善道, Hangul:윤선도), também frequentemente escrito Ryu Seong-ryong, foi um acadêmico e poeta da dinastia Joseon da Coreia. ele foi um membro da Fação Sul(南人, 남인), e seguidor de Yi Hwang. Yun nasceu em Haenam, na província de Jeonra do Sul, de uma família yangban do clã Haenam Yun.

## Livro
- Gosansunsaengyugo(고산선생유고, 孤山先生遺稿)
- Byuljip(별집, 別集)
- Yakhwaje(약화제, 藥和劑)
- Chubangjeonsunchangyak(처방전선창약, 癬瘡藥)
- Hwaechungyak(회충약, 蛔蟲藥)
- Haesuyak(해수약, 咳嗽藥)
- Bokhakshinbang(복학신방, 腹학神方)
- Wooyukshinbang(우역신방, 牛疫神方)
- Ohseonjubang(오선주방, 五仙酒方)